# Rocar De Simon E412

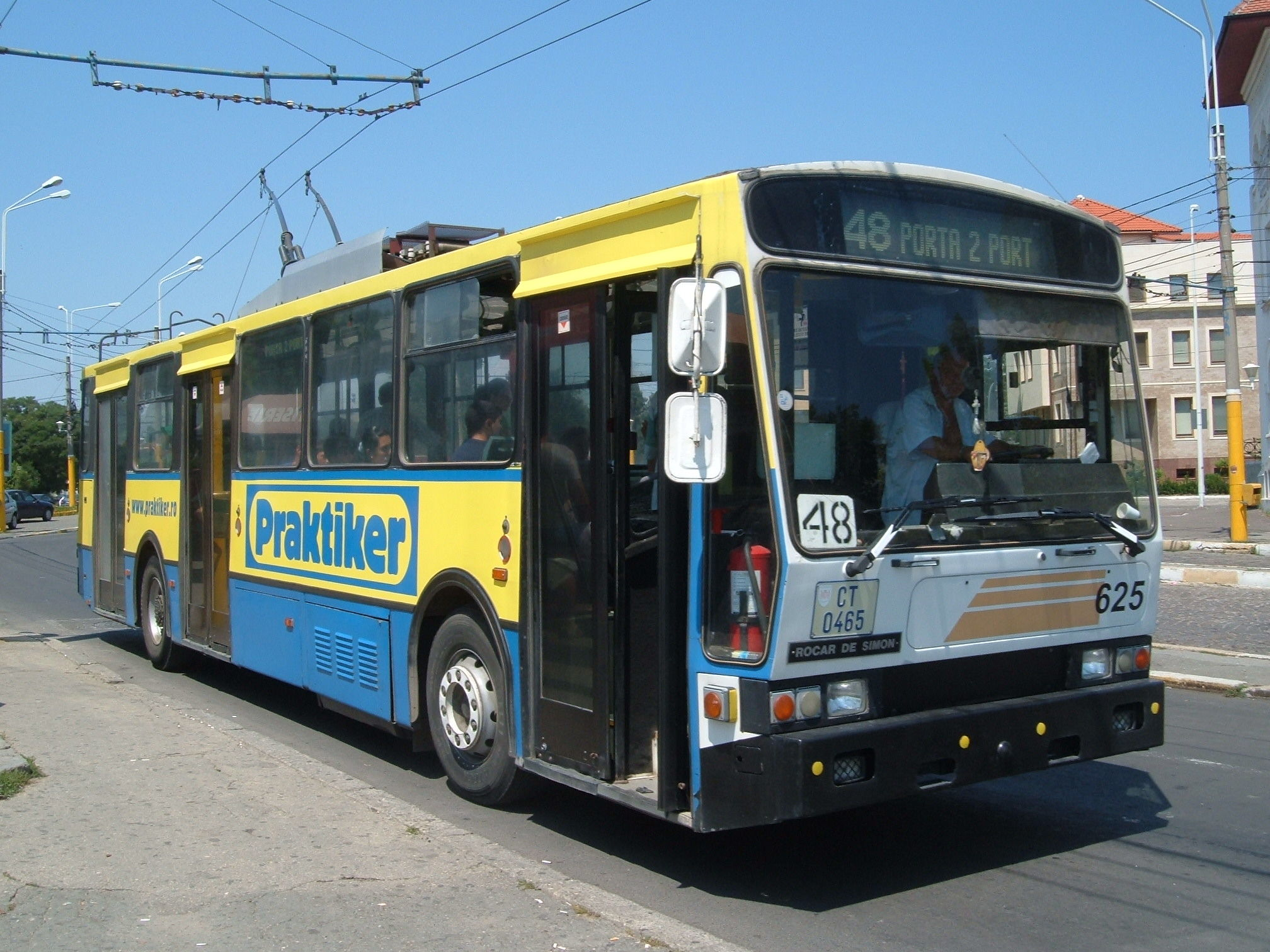
filobus Rocar De Simon E412 n. 625 della RATC sulla linea 48 a Costanza in Romania

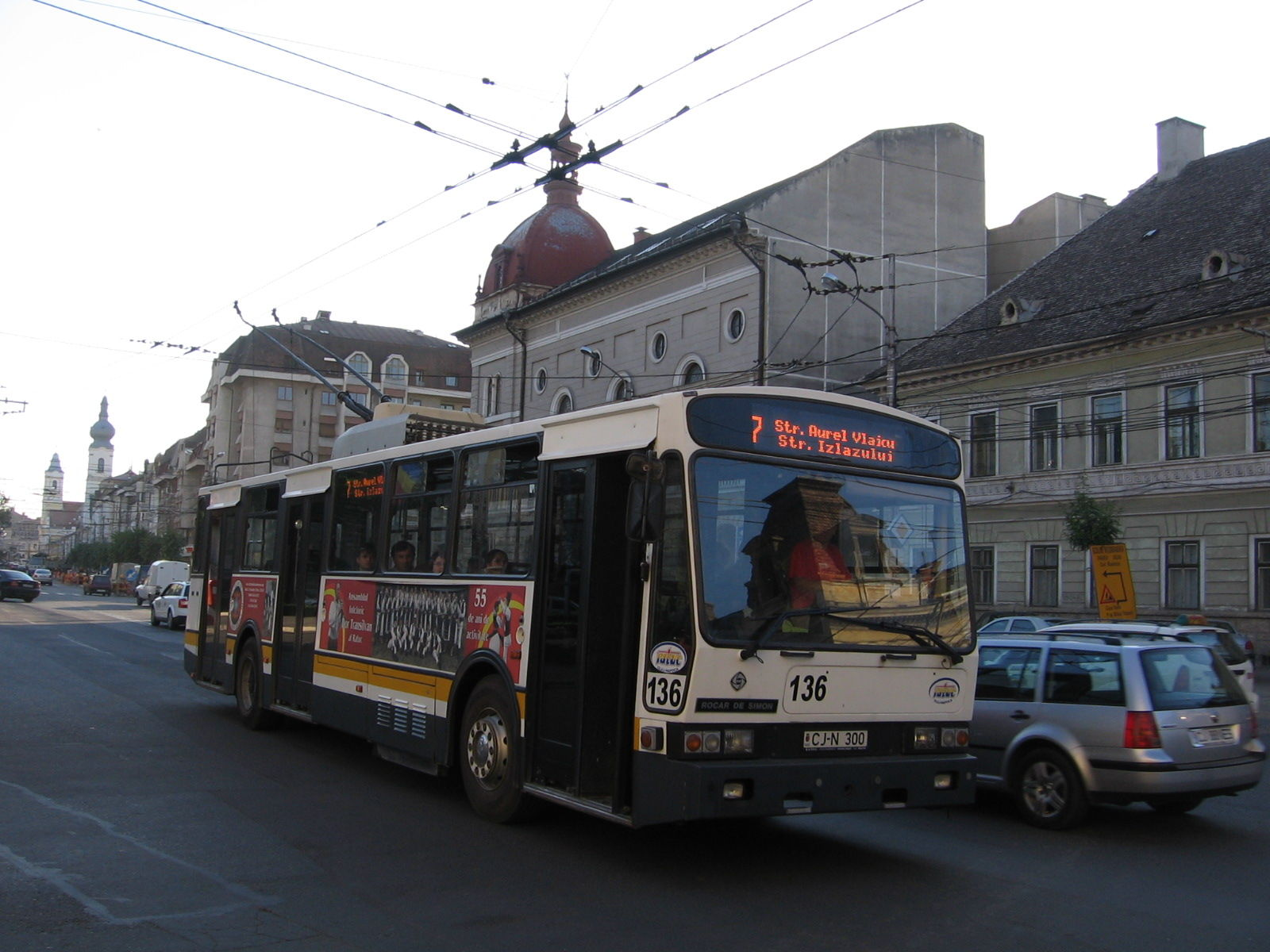
Cluj-Napoca: filobus Rocar De Simon E412 della RATUC n. 136 sulla linea 7

Il Rocar De Simon E412 è un modello di filobus urbano, realizzato in Romania negli anni '90.

## Generalità
Tale modello è frutto del sodalizio tra l'azienda rumena Rocar di Bucarest e l'italiana De Simon di Osoppo, in provincia di Udine.

## Caratteristiche
L'aspetto è quello di una vettura italiana, modello Inbus, del quale gruppo la "De Simon" faceva parte.
È un filobus urbano lungo 12 metri, con guida a sinistra, tre porte rototraslanti, ampi finestrini, un grande parabrezza rettangolare sovrastato da un ampio display luminoso, indicante numero di linea e percorso.

## Diffusione
Il "Rocar De Simon E412" è presente solo in Romania, nelle città di Bucarest, Costanza e Cluj-Napoca.

### Bucarest
La RATB possiede due esemplari di tale modello, matricole aziendali 7454 e 7459, prevalentemente instradati sulla linea 86.

### Costanza
Nella flotta della RATC rientrano quindici filoveicoli di Rocar De Simon E412 tipo LS, matricole 625-639, presenti sulle due linee filoviarie 48 e 48 barrato.

### Cluj-Napoca
Due esemplari, matricole 135 e 136, esercitano specialmente le linee 4 e 7.

## Versioni
Alcune città della Romania, come Brașov, Cluj-Napoca, Oradea e soprattutto Bucarest, dispongono della versione autobus di tale modello, il Rocar De Simon U412.